# 珍街站
珍街站（英語：Jane Station）是一座多倫多地鐵布魯亞－丹佛線車站，坐落加拿大安大略省多倫多珍街（Jane Street）和布魯亞西街（Bloor Street West）的交界處以北，於1968年5月10日開幕。
下列由多倫多公車局營運的巴士線駛經珍街站：
- 26號杜邦巴士線（Dupont）
- 35號珍街巴士線（Jane）
- 55號華倫公園巴士線（Warren Park）
- 312號聖卡拉深宵巴士線（St. Clair）

## 外部連結
- 维基共享资源上的相關多媒體資源：珍街站
- （英文）TTC Jane Station （页面存档备份，存于）－多倫多公車局網站 珍街站頁面